# Élections constituantes de 1945 dans le Haut-Rhin
Les élections constituantes françaises de 1945 se déroulent le 21 octobre.

## Mode de scrutin
Les députés sont élus selon le système de représentation proportionnelle suivant la règle de la plus forte moyenne dans le département, sans panachage ni vote préférentiel. Il y a 586 sièges à pourvoir.
Dans le département de le Haut-Rhin, six députés sont à élire.

## Élus
Les six députés élus sont : 
| Identité                  | Parti | Parti |
| ------------------------- | ----- | ----- |
| Jacques Fonlupt-Esperaber |       | MRP   |
| André Bas                 |       | MRP   |
| Joseph Wasmer             |       | MRP   |
| Jean Wagner               |       | SFIO  |
| Édouard Richard           |       | SFIO  |
| Paul Winter               |       | UDSR  |

## Résultats

### Résultats à l'échelle du département
| Parti          | Parti                                             | Tête de liste             | Résultats | Résultats | Sièges | Sièges |
| Parti          | Parti                                             | Tête de liste             | Voix      | %         | Sièges | Sièges |
| -------------- | ------------------------------------------------- | ------------------------- | --------- | --------- | ------ | ------ |
|                | Mouvement républicain populaire                   | Jacques Fonlupt-Esperaber | 98 796    | 46,88     | 3      |        |
|                | Section française de l'Internationale ouvrière    | Jean Wagner               | 61 928    | 29,38     | 2      |        |
|                | Union démocratique et socialiste de la Résistance | Paul Winter               | 35 372    | 16,78     | 1      |        |
|                | Parti communiste français                         | Robert Patat              | 14 658    | 6,96      | -      |        |
|                |                                                   |                           |           |           |        |        |
| Inscrits       | Inscrits                                          | Inscrits                  | 285 206   |           | 6      |        |
| Votants        | Votants                                           | Votants                   | 218 400   | 76,58     |        |        |
| Blancs et nuls | Blancs et nuls                                    | Blancs et nuls            | 7 646     | 3,50      |        |        |
| Exprimés       | Exprimés                                          | Exprimés                  | 210 754   | 96,50     |        |        |